# Takin' It to the Streets (The Doobie Brothers)
| Recensione                        | Giudizio    |
| --------------------------------- | ----------- |
| AllMusic                          | [ 4 ]       |
| Robert Christgau                  | C+          |
| The New Rolling Stone Album Guide | [ 6 ]       |
| Sputnikmusic                      | 3.6 (Great) |
| Piero Scaruffi                    | [ 8 ]       |
| Dizionario del Pop-Rock           | [ 9 ]       |

Takin' It to the Streets è il sesto album in studio del gruppo musicale statunitense The Doobie Brothers, pubblicato nel marzo del 1976 dall'etichetta Warner Bros. Records. È il primo che vede la partecipazione del tastierista e cantante Michael McDonald.

## Tracce
Lato A
1. Wheels of Fortune – 4:54 (Patrick Simmons, Jeffrey Baxter, John Hartman)
2. Takin' It to the Streets – 3:56 (Michael McDonald)
3. 8th Avenue Shuffle – 4:39 (Patrick Simmons)
4. Losin' End – 3:39 (Michael McDonald)

Lato B
1. Rio – 3:49 (Patrick Simmons, Jeffrey Baxter)
2. For Someone Special – 5:04 (Tiran Porter)
3. It Keeps You Runnin' – 4:20 (Michael McDonald)
4. Turn It Loose – 3:53 (Tom Johnston)
5. Carry Me Away – 4:09 (Patrick Simmons, Jeffrey Baxter, Michael McDonald)

## Formazione
- Tom Johnston - chitarra, voce
- Patrick Simmons - chitarra, voce
- Jeff Baxter - chitarra, chitarra pedal steel
- Michael McDonald - tastiera, voce
- Tiran Porter - basso elettrico, voce
- John Hartman - batteria
- Keith Knudsen - batteria, voce

Musicisti aggiunti
- Wayne Jackson (The Memphis Horns) - tromba
- Andrew Love (The Memphis Horns) - sassofono tenore
- James Mitchell (The Memphis Horns) - sassofono baritono
- Lewis Collins (The Memphis Horns) - sassofono tenore
- Jack Hale (The Memphis Horns) - trombone
- Bobby La Kind - congas
- Richie Hayward - batteria (con Little John Hartman) (brano: Wheels of Fortune)
- Novi (Novi Novog) - viola
- Jesse Butler - organo (brano: Takin' It to the Streets)
- Maria Muldaur - cameo vocale (brano: Rio)

Note aggiuntive
- Ted Templeman - produttore
- Beth Naranjo - coordinatrice della produzione
- Registrazioni effettuate al Warner Bros. Recording Studios di North Hollywood, California
- Donn Landee - ingegnere delle registrazioni
- Mixaggio effettuato al Sunset Sound Recorders di Hollywood, California
- Dan Fong - fotografia
- Ed Thrasher - art direction[12]

## Classifica
Album
| Anno | Classifica            | Posizione raggiunta |
| ---- | --------------------- | ------------------- |
| 1976 | Billboard 200         | 8                   |
| 1976 | Official Albums Chart | 42                  |

Singoli
| Anno | Titolo del brano         | Classifica            | Posizione raggiunta |
| ---- | ------------------------ | --------------------- | ------------------- |
| 1976 | Takin' It to the Streets | Billboard Hot 100     | 13                  |
| 1976 | Takin' It to the Streets | Hot R&B/Hip-Hop Songs | 57                  |
| 1976 | Wheels of Fortune        | Billboard Hot 100     | 87                  |
| 1977 | It Keeps You Runnin'     | Billboard Hot 100     | 37                  |